# Arboleda

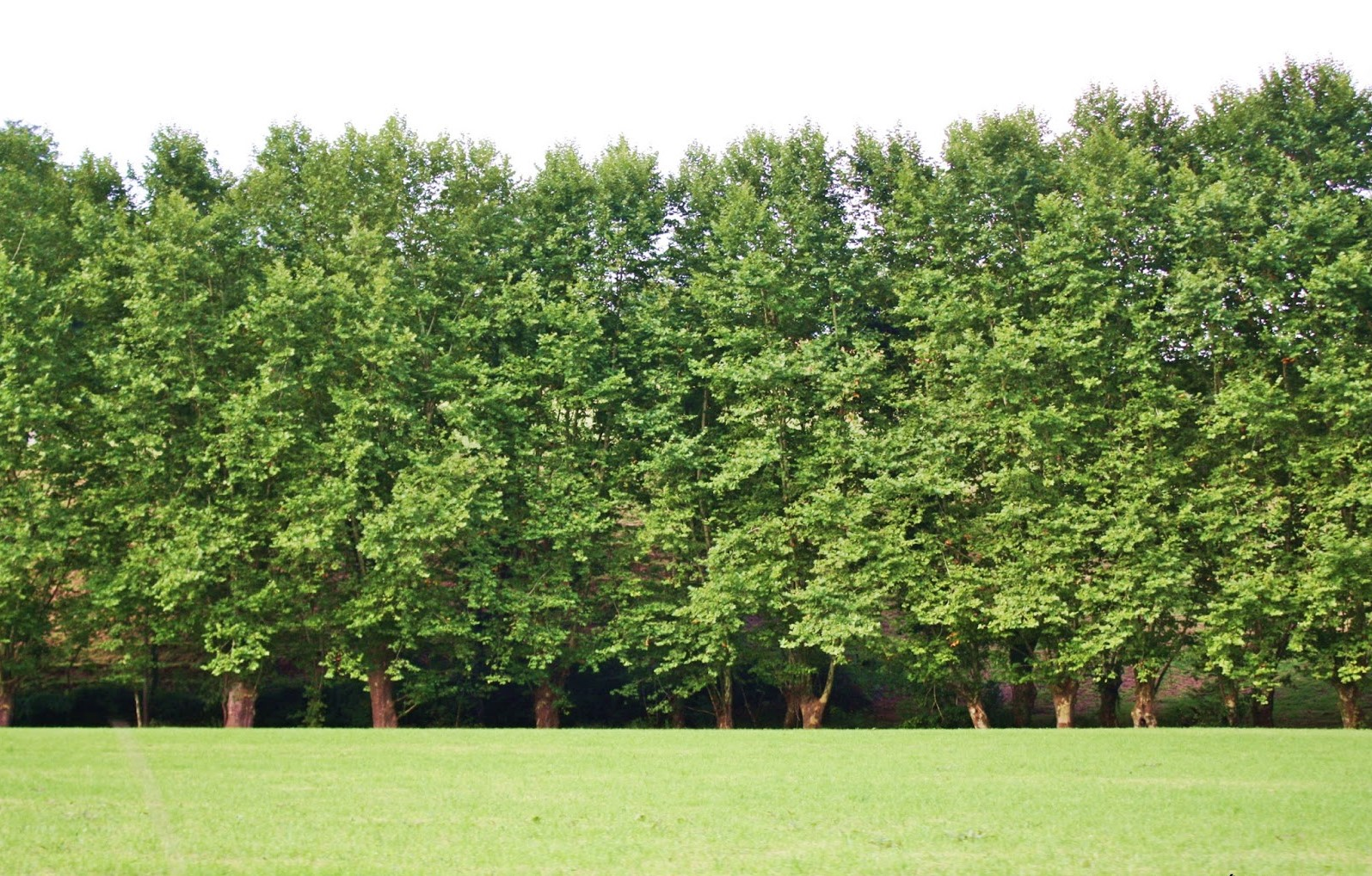
Arboleda Navarra

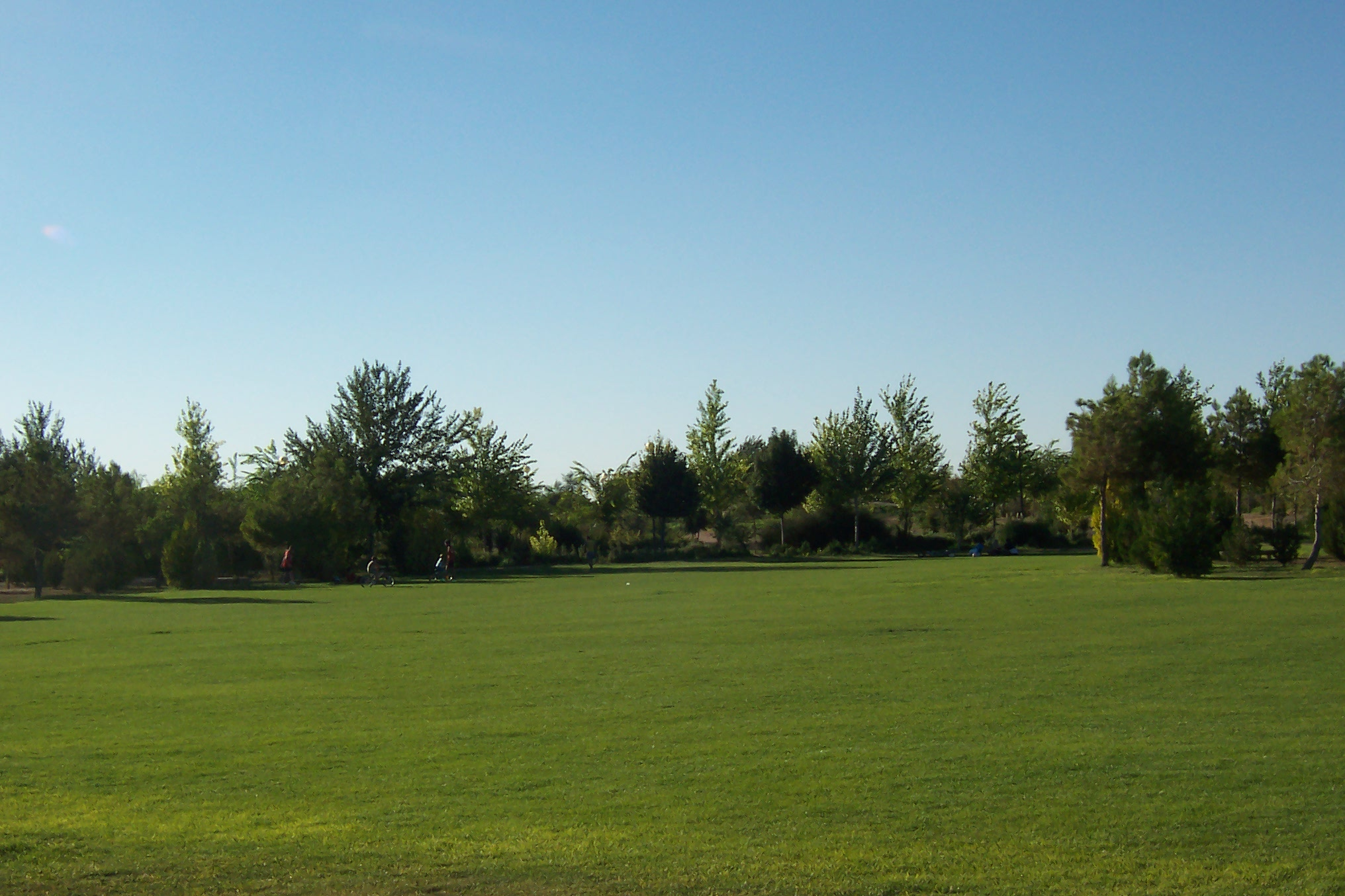
Confín de la arboleda de La Pulgosa, Albacete

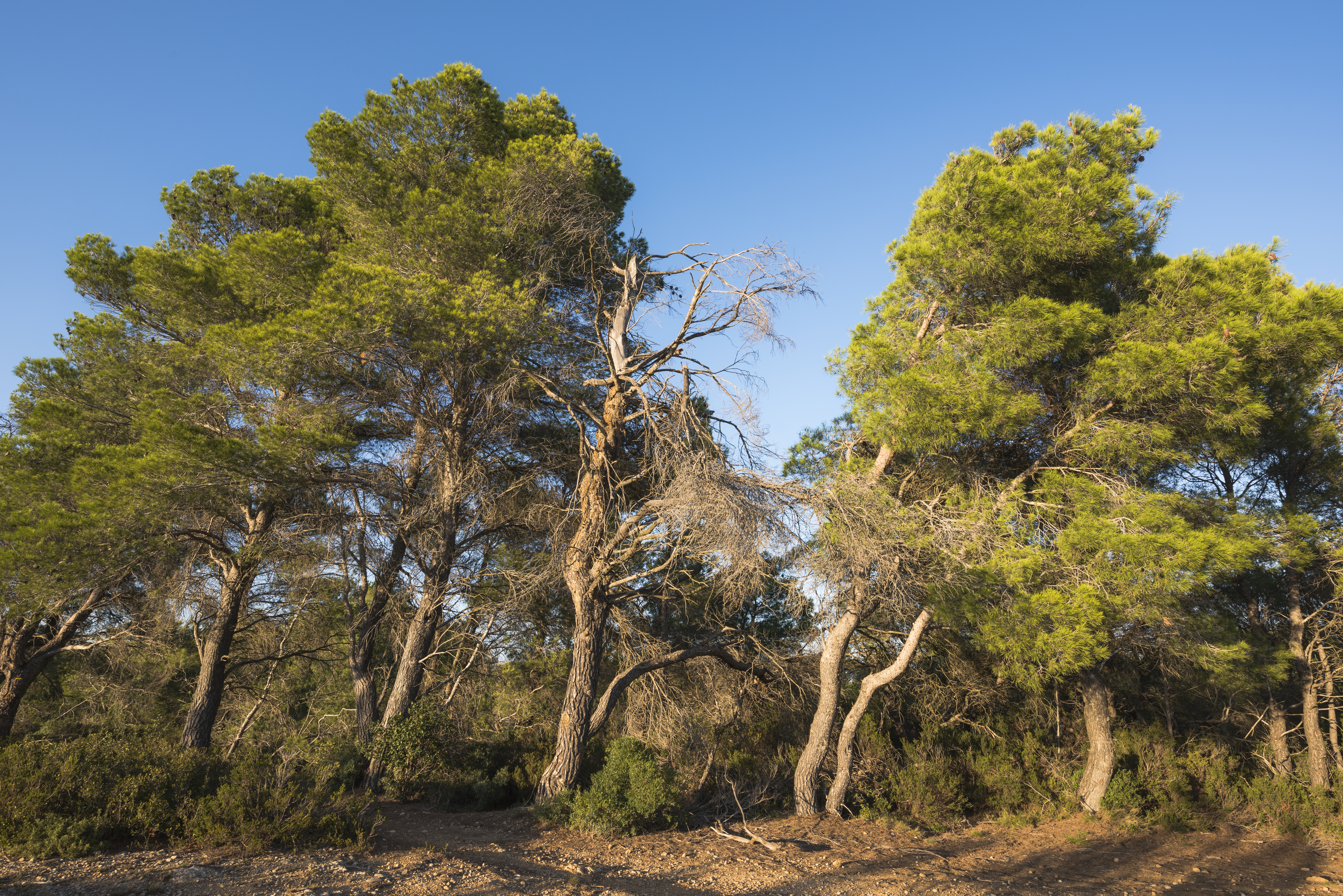
Arboleda de pinos de Aleppo, Pinet (Francia)

Una arboleda es un terreno en que predomina la presencia de árboles, formando un espacio boscoso de medidas reducidas o controladas. Cuando se encuentran dentro del área urbana, las arboledas suelen ser espacios muy tranquilos, donde el aire suele ser más limpio con respecto a su entorno. Las arboledas pueden ser generadas de manera natural así como de modo artificial en espacios en los que no había tal vegetación. Las arboledas de grandes dimensiones son consideradas muchas veces bosques, y muchas otras, aunque de tamaño típico, reciben el nombre de bosque en la nomenclatura oficial o popular.
Las arboledas son una de las formas vegetales que se pueden encontrar en la naturaleza. Una arboleda es definida como un terreno en el cual hay una importante presencia de árboles que pueden ser del mismo tipo o de diferentes especies. Para formar la arboleda, los árboles suelen estar juntos uno al otro, por lo que se puede generar un espacio completamente cubierto por los mismos. Como otros ecosistemas, las arboledas conforman el hábitat de animales y plantas. Las setas son típicas de las arboledas naturales.
En el caso de las arboledas artificiales, éstas son diseñadas y creadas con un fin específico, tal como aportar más espacios verdes a un espacio urbano, señalizar terrenos (práctica común en zonas rurales agrícolas o ganaderas), marcar caminos o simplemente por funciones de diseño urbanístico. Otras arboledas son resultado de las plantaciones agrícolas de especies leñosas, como los frutales. Muchas de las arboledas artificiales son plantadas en rayas simétricas en las que las distancias entre árboles son uniformes.
Muchas veces, las arboledas en las ciudades suelen estar en lugares donde la urbanización no ha acabado con toda la naturaleza originaria, coexistiendo con el paisaje urbano.
Algunas arboledas que consisten en una especie única de árboles suelen recibir un término propio. Por ejemplo, una alameda es una arboleda poblada de álamos, y un palmeral (o palmar) es una arboleda de palmeras. Las arboledas ubicadas a orillas de los ríos y en terrenos fértiles para el cultivo suelen denominarse sotos.

## Terminología
En español, los términos arboleda y arboreto son muchas veces intercambiables debido a su cercanía ortográfica y semántica (ya que en realidad muchas veces se trata de lo mismo). Es por eso que los nombres de muchos parajes que en inglés reciben el nombre de grove o woodland, en alemán Hain, etc., se traducen en arboreto con el significado de arboleda.